# Karl Shuker
Karl P. N. Shuker (* 9. prosince 1959) je britský zoolog a spisovatel. Žije ve West Midlands. Kromě psaní se živí rovněž jako poradce v otázkách zoologie a spolupracovník médií – objevuje se v rozhlase i televizi, a cestuje po celém světě. Jeho specializací je kryptozoologie. Je považován za jednoho z jejích nejvýznačnějších současných představitelů. Michal Newton o něm prohlásil: "Dnes je Shuker celosvětově uznáván jako autor knih a výzkumník všech aspektů života zvířat a neobjasněných fenoménů, nástupce samotného Heuvelmanse." 

## Akademická kariéra
Karl Shuker vystudoval zoologii na univerzitě v Leedsu a zoologii a srovnávací fyziologii na univerzitě v Birminghamu. Je členem Londýnské zoologické společnosti, Královské entomologické společnosti, Mezinárodní kryptozoologické společnosti a Anglické obce spisovatelů. V roce 2005 po něm byl pojmenován nový druh korzetek, Pliciloricus shukeri.

## Autor
Dr. Shuker napsal třináct knih; na osmi dalších se podílel jako spoluautor. Kromě toho napsal stovky článků pro časopisy o záhadách jakými jsou Fortean Times (pro něž píše pravidelný sloupek), Fate, a Strange Magazine. Je i konzultantem pro zoologickou část Guinnessovy knihy rekordů; stejnou funkci vykonával i pro pořad Into the Unknown pro Discovery TV.
Širokému publiku představil dříve málo známé kryptidy, jakými jsou například srílanský rohatý šakal, gambijský mořský had Gambo, novoguinejští ropen a gazeka, indonéští veo a rohatá kočka, irský dobhar-chú, zanzibarská makalala, etiopský pták smrti, a mnozí další. V anglicky mluvících zemích byl prvním, kdo psal obšírně o olgojovi chorchojovi. V několika knihách zmínil pověst o brněnském drakovi.

## Konzultant/Přispěvatel
- Man and Beast (1993)
- Secrets of the Natural World (1993)
- Almanac of the Uncanny (1995)
- The Guinness Book of Records/Guinness World Records (1997 – dodnes)
- Mysteries of the Deep (1998)
- Guinness Amazing Future (1999)
- The Earth (2000)
- Monsters (2001)
- Chambers Dictionary of the Unexplained (2007)